# Michel Subor
Michel Subor, nacido Michel Subotzki (2 de febrero de 1935-17 de enero de 2022) fue un actor francés que ganó fama inicial jugando el amante de Brigitte Bardot en La Bride sur le Cou e protagonista en Le Petit Soldat de Jean-Luc Godard. Actuó en un par de películas estadounidenses en la década de 1960 como el marido de Claude Jade en Topaz de Alfred Hitchcock en 1969.  En 1999, se hicieron Beau Travail, dirigida por Claire Denis. Él continuó trabajando con ella.

## Biografía
Nació como Michel Subotzki en Francia en 1935, a los padres-bolcheviques contra de la Unión Soviética que habían emigrado allí un par de años antes. Su padre era un ingeniero en Moscú, y su madre nació en Azerbaiyán. Michel Subor tiene una hermana que se mudó a los Estados Unidos como un adulto.
Su ás importante papel al principio fue como Bruno Forestier, un desertor francés en Ginebra en Le Petit Soldat de  Jean-Luc Godard, frente a terroristas actos en Francia y Suiza durante la guerre sans nom de la guerra de Argelia.
Trabajó con el director Paul Gégauff en El Reflujo (1965), una adaptación de una novela de Robert Louis Stevenson. Pero el productor no había adquirido los derechos y la película fue dejado inacabado en 1965. [1] Subor también fue echado en las películas estadounidenses, apareciendo en la comedia What's New Pussycat? (1965) de Clive Donner como el amante Philippe. En 1968-1969 actuó en Topaz de Alfred Hitchcock, presentado como el periodista François Picard, el marido del personaje interpretado por Claude Jade. Hitchcock cambia el papel de Subor y dejar François Picard sobrevivió al intento de asesinato de la novela, así que regresa herido ("Me han disparado, sólo un poco") en los brazos de Claude Jade.
Apareció en El Imprecator (1977) de Jean-Louis Bertucelli  y El Rebel de Gérard Blain (1980), pero sentía que él nunca hizo la transición al cine mainstream. Blain utiliza Subor de nuevo en él Amén (1999). Renovación de la carrera de Subor de ese año incluyó un papel en Beau Travail de Claire Denis.
Falleció el 17 de enero de 2022 en un accidente de tránsito.